# Septfontaines
Septfontaines é uma comuna do Luxemburgo, pertence ao distrito de Luxemburgo e ao cantão de Capellen.

## Demografia
Dados do censo de 15 de fevereiro de 2001:
- população total: 777
  - homens: 394
  - mulheres: 383

- densidade: 51,94 hab./km²
- distribuição por nacionalidade:

| Nacionalidade  | População | %      |
| -------------- | --------- | ------ |
| luxemburgueses | 528       | 67,95% |
| estrangeiros   | 249       | 32,05% |
| - portugueses  | 25        | 3,22%  |
| - franceses    | 31        | 3,99%  |
| - italianos    | 11        | 1,42%  |
| - belgas       | 63        | 8,11%  |
| - alemães      | 16        | 2,06%  |
| - iuguslavos   | 57        | 7,34%  |
| - outros       | 46        | 5,92%  |

- Crescimento populacional:

| Ano        | População |
| ---------- | --------- |
| 15/02/2001 | 777       |
| 01/01/2002 | 790       |
| 01/01/2003 | 798       |
| 01/01/2004 | 801       |
| 01/01/2005 | 789       |